# Lasiurus blossevillii
Lasiurus blossevillii је врста слепог миша из породице вечерњака (лат. Vespertilionidae).

## Распрострањење
Ареал врсте Lasiurus blossevillii обухвата већи број држава у јужној и северној Америци.
Врста има станиште у Аргентини, Белизеу, Боливији, Еквадору, Бразилу, Венецуели, Гвајани, Гватемали, Канади, Колумбији, Мексику, Никарагви, Костарици, Панами, Парагвају, Перуу, Салвадору, Сједињеним Америчким Државама, Суринаму, Уругвају, Француској Гвајани и Хондурасу.

## Угроженост
Ова врста није угрожена, и наведена је као последња брига јер има широко распрострањење.